# Marions-nous
Ne pas confondre avec le film américain de 2015 Marions-nous !
Pour plus de détails, voir Fiche technique et Distribution.
Marions-nous est un film français réalisé par Louis Mercanton, sorti en 1931.

## Synopsis
Un joyeux garçon qui est fiancé à une jolie fille, voit sa vie se compliquer lorsqu'il vient en aide à une actrice de cinéma qu'il fini par épouser sans même le savoir car un ami à lui très volage lui fait endosser les responsabilités de cette union.

## Fiche technique
- Titre : Marions-nous
- Premier titre : Sa nuit de noces
- Réalisation : Louis Mercanton
- Scénario et dialogues : Saint-Granier, d'après l'œuvre de Avery Hopwood et Henry Meyers
- Musique : Charles Borel-Clerc, Richard A. Whiting et Saint-Granier
- Photographie : René Guissart
- Société de production : Paramount Pictures
- Lieux du tournage : Les Studios Paramount, Joinville-le-Pont
- Pays d'origine : France
- Format : Noir et blanc -  1,20:1  - Mono - 35 mm
- Genre : Comédie dramatique
- Durée : 94 minutes
- Date de sortie : 1931

## Distribution
- Alice Cocéa : Gisèle Landry
- Fernand Gravey : Francis Latour
- Marguerite Moreno : Mme Marshall
- Robert Burnier : Claude Mallet
- Pierre Etchepare : Adolphe
- Jacqueline Delubac : Simone
- Hélène d'Algy : Lolita
- Véra Flory : Maroussia
- Marcelle Lucas
- Marcel Carpentier
- André Siméon
- Jean Mercanton
- Handrey Bodson
- Jean Granier[1]
- Lucien Gallas
- M. Fretel
- Loute Isnard
- Odette Laigre
- Lise Hestia
- Janine Mirande

## Autour du film
Une version américaine, Her Wedding Night, a été réalisée en 1930 par Frank Tuttle avec Clara Bow. En 1931, le film a été tourné en plusieurs langues, notamment une version espagnole par Louis Mercanton, Su noche de bodas, avec Imperio Argentina.